# Гаврикова, Вера Ивановна
Вера Ивановна Гаврикова (1922—2010) — доярка колхоза «Прогресс» Сасовского района Рязанской области, Герой Социалистического Труда (08.04.1971).
Родилась в с. Саблино Сасовского уезда Рязанской губернии.
Овдовела в 20 лет, осталась одна с двумя детьми.
С 1957 года работала дояркой в колхозе «Прогресс» Сасовского района.
В 1970 году одной из первых в Рязанской области преодолела пятитысячный рубеж по надоям молока от коровы.
Герой Социалистического Труда (08.04.1971). До этого награждалась орденами Ленина и Трудового Красного Знамени. Также у неё было 5 медалей ВДНХ: 3 бронзовых, серебряная и золотая.